# Scille d'automne
Prospero autumnale
Espèce
Classification phylogénétique
La Scille d'automne, Prospero autumnale (L.) Speta (syn. : Scilla autumnalis L.), est une plante qui appartient à la famille des Liliaceae selon la classification classique et dans les Asparagaceae selon la classification phylogénétique.
Contrairement aux autres espèces du genre Scilla s.l., printanières, c'est une plante qui fleurit d'août à octobre. Elle apprécie les pelouses sèches ou les rochers, soit en terrain montagneux ou semi-montagneux, soit sur les côtes (Méditerranée et Atlantique) du niveau de la mer jusqu'à 700 m d'altitude.

## Description
Plante vivace de petite taille, glabre, à bulbe gros, ovale et blanchâtre, avec des feuilles basales, linéaires et très étroites, poussant parfois après les fleurs. Ces dernières forment des grappes, ou racèmes, assez denses. Le périanthe est constitué de six tépales (trois sépales et trois pétales identiques) de couleur généralement lilas ou violet assez pâle, plus rarement blancs. Six étamines à anthères violettes ou noirâtres. Le fruit est une capsule.

## Caractéristiques
- organes reproducteurs :

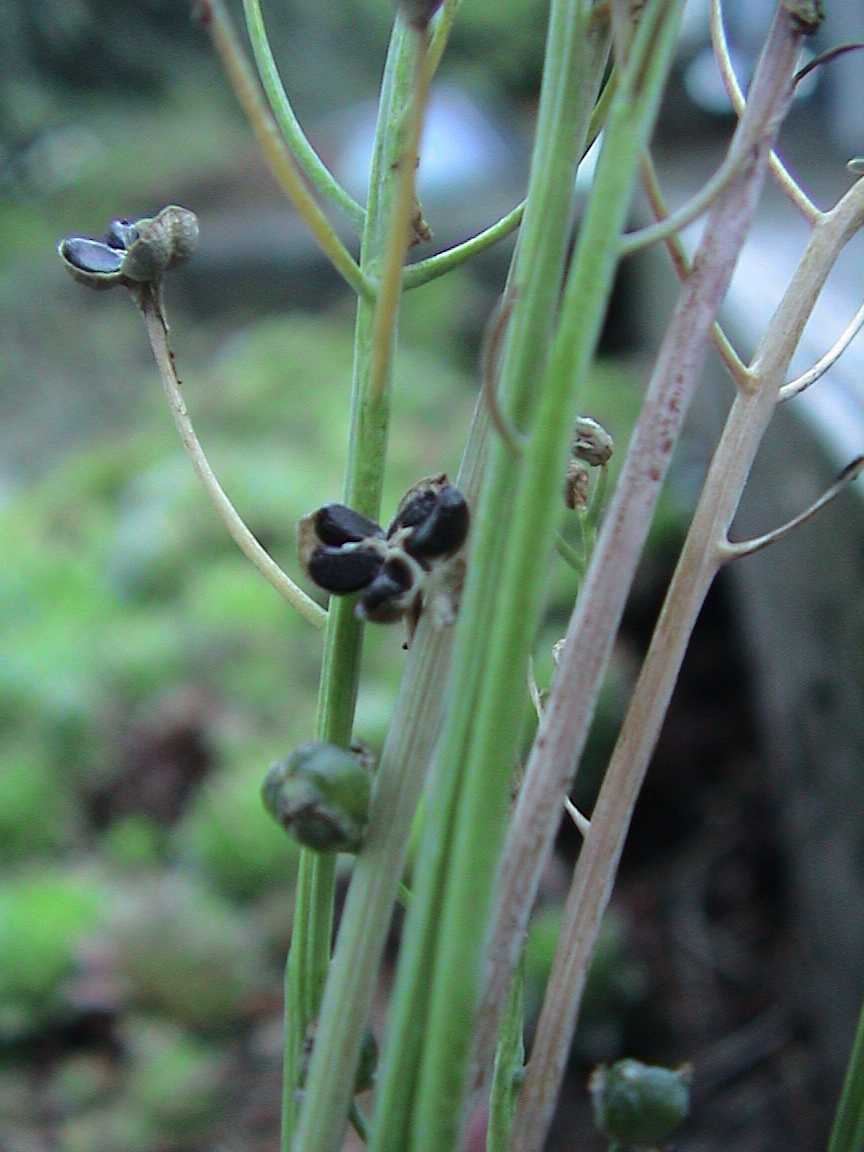
Capsules mures

  - Type d'inflorescence : racème simple
  - répartition des sexes :  hermaphrodite
  - Type de pollinisation :  entomogame
  - Période de floraison :  août à octobre
- graine:
  - Type de fruit :  capsule
  - Mode de dissémination :  barochore
- Habitat et répartition :
  - Habitat type : pelouses basophiles mésoméditerranéennes, mésoxérophiles
  - Aire de répartition : européen méridional

données d'après : Julve, Ph., 1998 ff. - Baseflor. Index botanique, écologique et chorologique de la flore de France. Version : 23 avril 2004. [réf. obsolète]

## Galerie photo

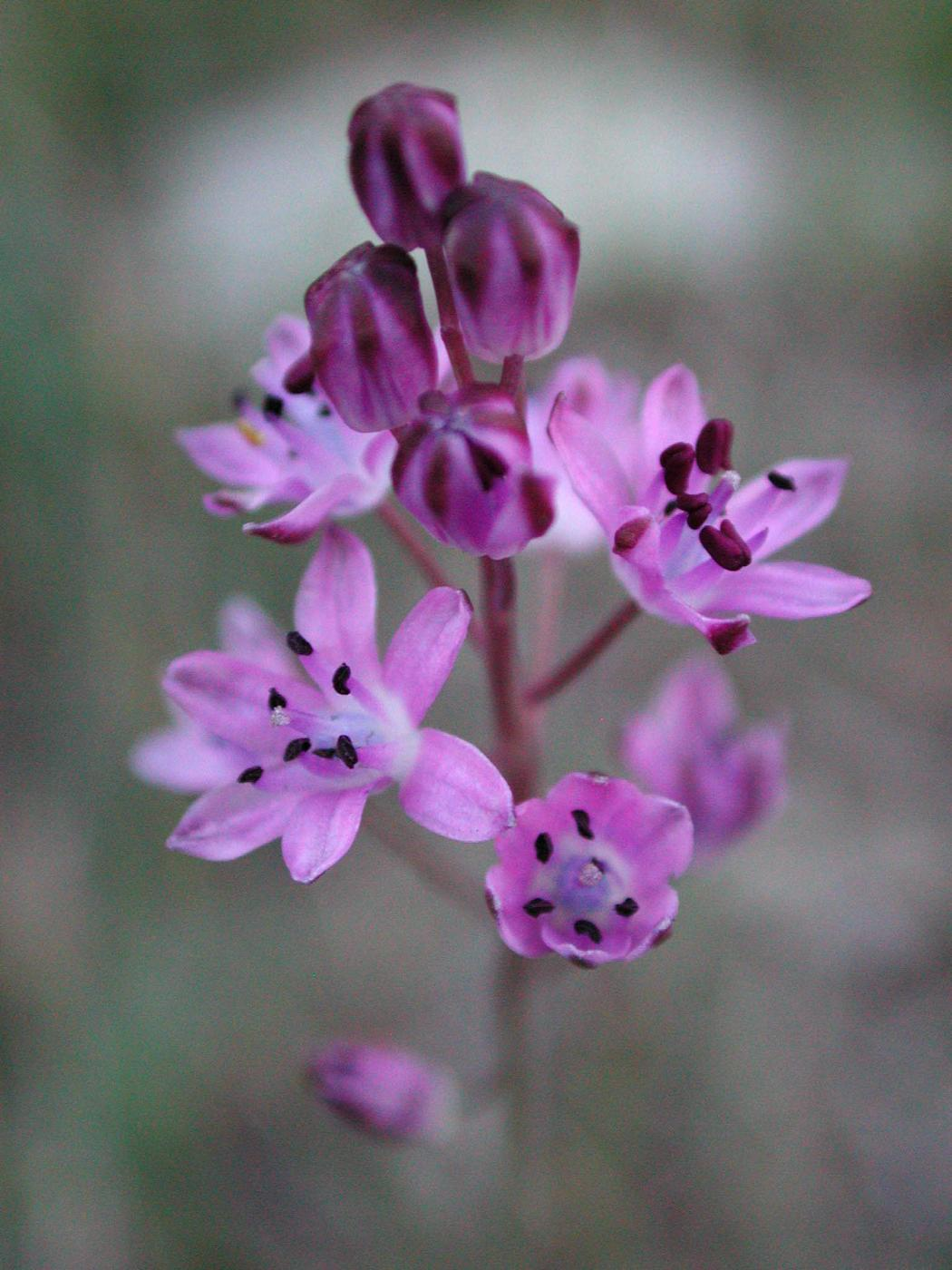
Fleur en septembre
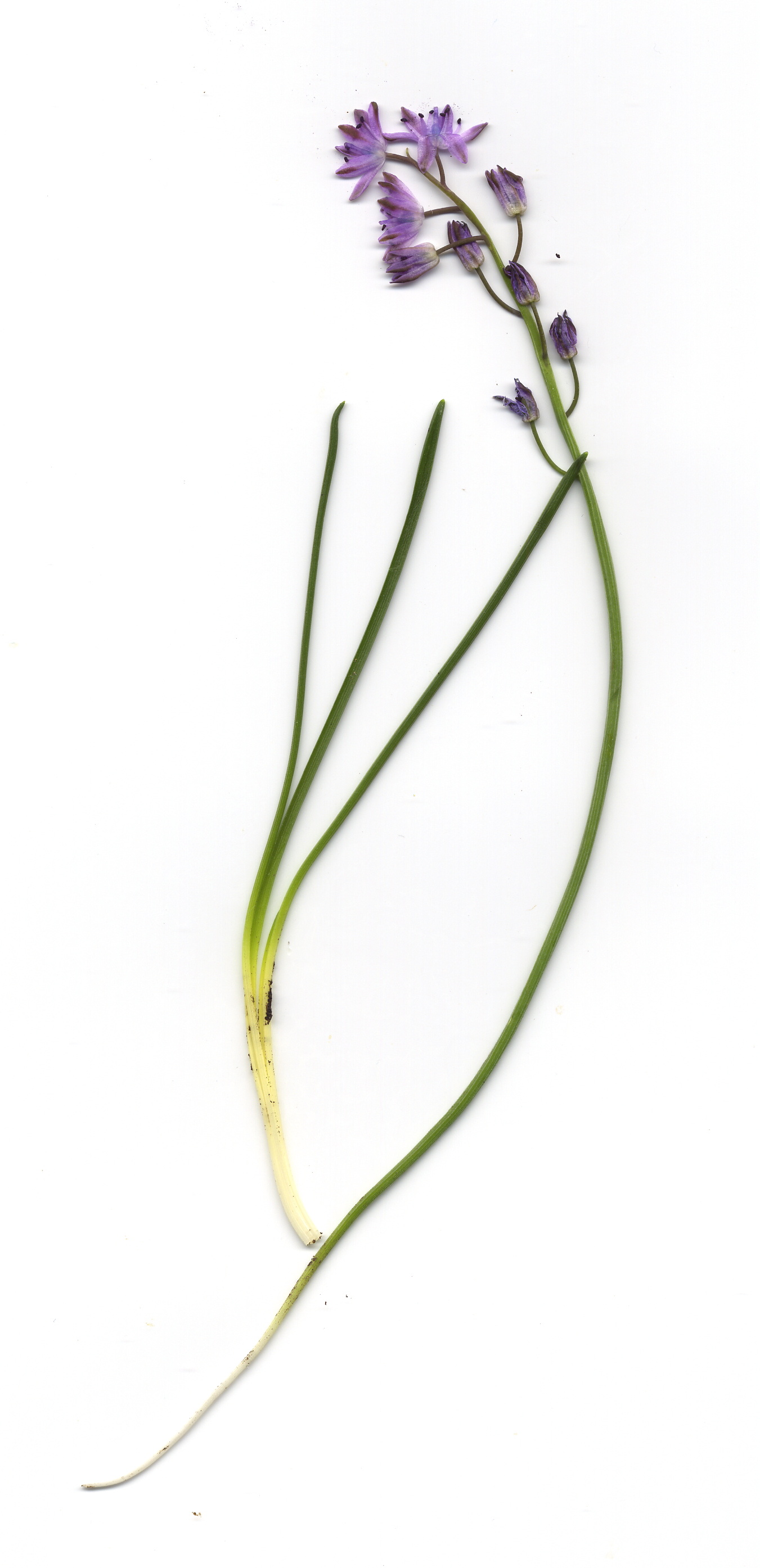
En herbier
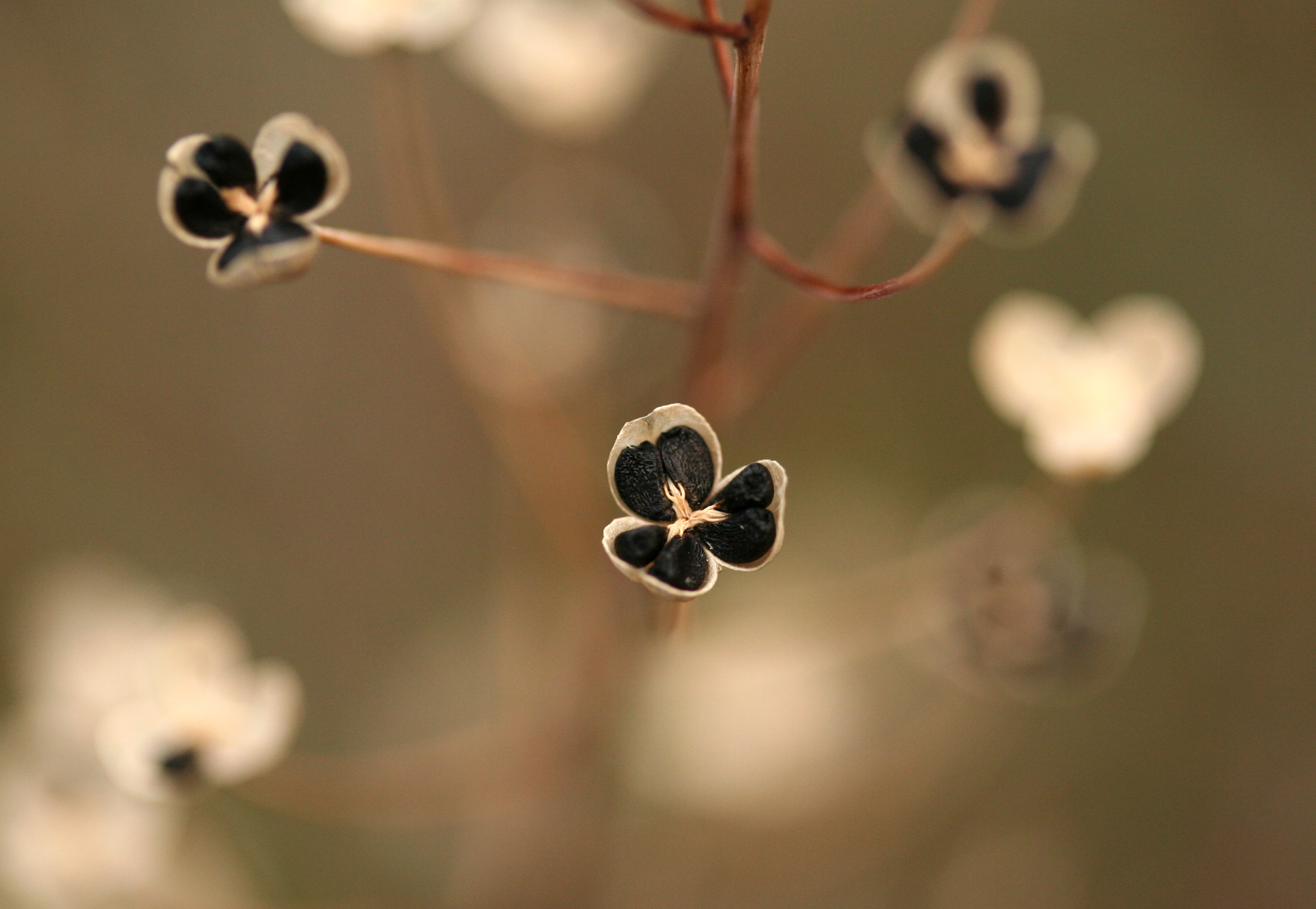
Capsules (novembre)
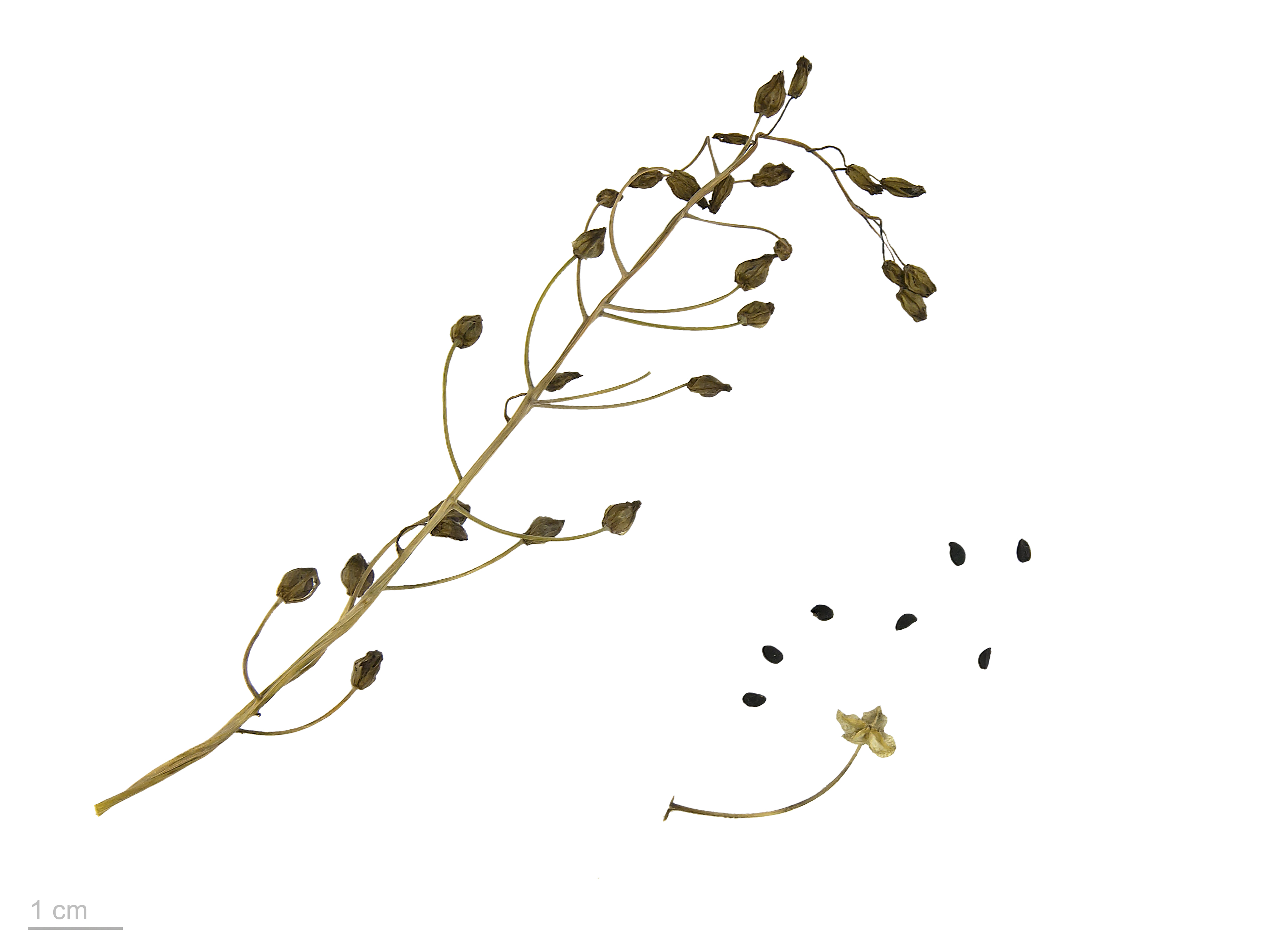
Prospero autumnale - Museum specimen